# إيلي برون
إيلي برون هو سياسي فرنسي، ولد في 15 أكتوبر 1948 في بيريغو في فرنسا. نشط حزبياً في الاتحاد من أجل حركة شعبية. وقد انتخب عضو مجلس الشيوخ الفرنسي ‏ وانتخب Mayor of Fréjus ‏ (8 أغسطس 1997 – 5 أبريل 2014).